# Réchicourt-la-Petite
Réchicourt-la-Petite è un comune francese di 76 abitanti situato nel dipartimento della Meurthe e Mosella nella regione del Grand Est.

## Società

### Evoluzione demografica
Abitanti censiti